# Эдмунд, граф Ратленд
Эдмунд Плантагенет (англ. Edmund Plantagenet; 17 мая 1443 или 27 мая 1443, Руан — 30 декабря 1460, Уэйкфилд, Уэст-Йоркшир) — граф Ратленд с 1446, второй сын Ричарда, 1-го герцога Йоркского и Сесилии Невилл, дочери Ральфа Невилла, 1-го графа Уэстморленд, и его жены Джоанны Бофорт.

## Биография
В конце 1446 года Эдмунд получил титул графа Ратленд, но в 1459 году он был лишен титула по приказу парламента. Через год он был вновь восстановлен.
В 1451 году, отец Эдмунда Ричард, бывший лордом-лейтенантом Ирландии, назначил Эдмунда лордом-канцлером Ирландии. Так как Эдмунд был несовершеннолетним, его обязанности исполнял заместитель канцлера. Его первым вице-канцлером был Эдмунд Олдхолл, епископ Мита. Его брат Уильям Олдхолл был камергером герцога Йоркского и, вероятно, также был назначен заместителем Эдмунда. Он выступал в качестве заместителя канцлера до 1454 года. Его заменил Джон Толбот, 2-й граф Шрусбери, который также занимал должность лорда-стюарда Ирландии. Он был заместителем канцлера до своей гибели в битве при Нортгемптоне 10 июля 1460 года.
Эдмунд погиб в возрасте 17 лет в битве при Уэйкфилде 30 декабря 1460 года во время войны Алой и Белой Розы, сражаясь на стороне отца. Он был убит либо самим Джоном Клиффордом, 9-м бароном де Клиффордом при попытке к бегству, либо обезглавлен по его приказу. Его голова, вместе с головами его отца и дяди, Ричарда Невилла, 5-го графа Солсбери, были выставлены на воротах Йорка.
Эдмунд не был женат и не оставил потомков. Он был похоронен в монастырской церкви в Фотерингее, в Нортгемптоншире.

## В литературе
- Граф Ратленд является действующим лицом хроники Уильяма Шекспира «Генрих VI, часть 3».